# Гайагос
Гайаго́с (фр. Gaillagos, окс. Galhagòs) — коммуна во Франции, находится в регионе Юг — Пиренеи. Департамент — Верхние Пиренеи. Входит в состав кантона Окён. Округ коммуны — Аржелес-Газост.
Код INSEE коммуны — 65182.

## География

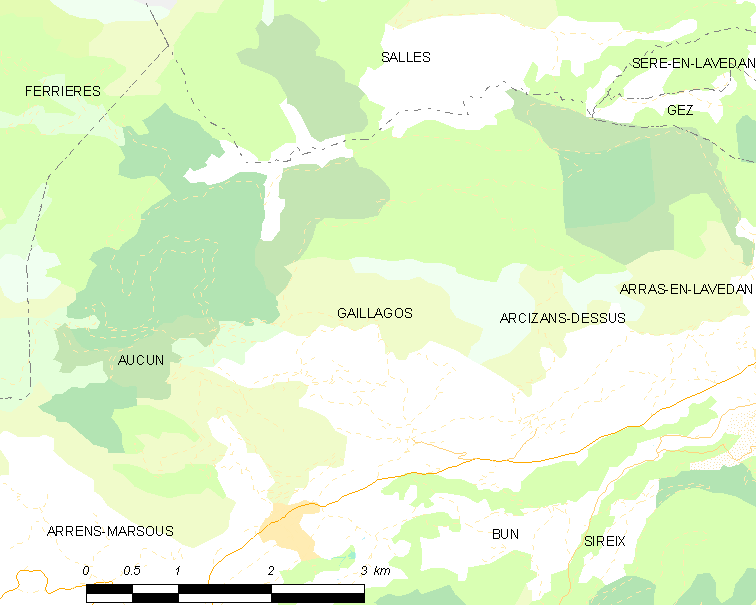
Карта коммуны

Коммуна расположена приблизительно в 690 км к югу от Парижа, в 150 км юго-западнее Тулузы, в 35 км к юго-западу от Тарба.
На юге коммуны протекает река Гав-д’Азён, а на севере — река Бергонс (фр. Bergons).

## Климат
Климат умеренно-океанический с солнечной тёплой погодой и обильными осадками на протяжении практически всего года.

## Население
Население коммуны на 2010 год составляло 113 человек.
| 1962 | 1968 | 1975 | 1982 | 1990 | 1999 | 2010 |
| ---- | ---- | ---- | ---- | ---- | ---- | ---- |
| 111  | 82   | 82   | 93   | 73   | 81   | 113  |

## Администрация
| Период | Период | Фамилия                | Партия | Примечания |
| ------ | ------ | ---------------------- | ------ | ---------- |
| 2001   | 2014   | Пьер Микё              |        |            |
| 2014   | 2020   | Тьерри Дюместр-Куртьяд |        |            |

## Экономика
В 2010 году среди 69 человек трудоспособного возраста (15-64 лет) 50 были экономически активными, 19 — неактивными (показатель активности — 72,5 %, в 1999 году было 73,9 %). Из 50 активных жителей работали 48 человек (28 мужчин и 20 женщин), безработных было 2 (1 мужчина и 1 женщина). Среди 19 неактивных 4 человека были учениками или студентами, 9 — пенсионерами, 6 были неактивными по другим причинам.